# Raoul Béon
Pour les articles homonymes, voir Béon.
Raoul Béon, né le 7 avril 1911 à Montbert et mort pour la France le 11 mai 1943 à Takrouna, est un médecin militaire français, Compagnon de la Libération. Engagé dès 1940 dans les forces françaises libres, il s'illustre dans les combats en Afrique et au Levant. Il est tué lors des combats en Tunisie en portant secours à un soldat blessé.

## Biographie

### Jeunesse et engagement
Raoul Béon naît le 7 avril 1911 à Montbert dans le Gers, d'un père éleveur. Après des études au lycée d'Auch, il décide de s'engager dans l'armée et intègre l'école de santé navale de Bordeaux en décembre 1931. Sorti de l'école avec le grade de médecin-lieutenant quatre ans plus tard, il entre à l'école d'application du service de santé des troupes coloniales à Marseille en janvier 1937. En juin suivant, il est affecté au 1er régiment d'artillerie coloniale et part au Dahomey où il est médecin-chef de l'hôpital d'Abomey.

### Seconde Guerre mondiale
En 1938, il est donc nommé au Dahomey (État associé à la France entre 1958 et 1960, actuellement Bénin.) Toujours en poste au Dahomey au début de la Seconde Guerre mondiale, Raoul Béon refuse l'armistice du 22 juin 1940 et s'enfuit au Nigeria avec l'intention de rejoindre l'Angleterre et le général de Gaulle. Il est le seul médecin militaire en poste au Dahomey à avoir choisi la France libre.
Mais le ralliement de l'Afrique-Équatoriale française à la France libre à l'instigation de Félix Éboué le convainc de rester en Afrique et de passer au Tchad. Engagé dans les forces françaises libres, il est affecté au régiment de tirailleurs sénégalais du Tchad en novembre 1940 puis au bataillon de marche no 3. Avec ce dernier, il participe à la campagne d'Érythrée à partir de janvier 1941 et s'illustre pendant la bataille de Keren entre février et mars en s'exposant aux feux ennemis pour porter assistance aux blessés. Après avoir pris part à la campagne de Syrie, il est promu médecin-capitaine le 15 juillet 1941 et est muté au 1er bataillon d'infanterie de marine dont il devient le médecin-chef.
En février 1942, il est affecté comme médecin traitant à l'ambulance chirurgicale légère de la 1re division française libre. De retour en Afrique en avril, il prend part à la guerre du désert et soigne les blessés de la bataille de Bir-Hakeim et de la seconde bataille d'El Alamein. Le 25 décembre, il prend le poste de médecin-chef du bataillon de marche no 5 avec lequel il participe à la campagne de Tunisie. En mai 1943, alors que son bataillon est en première ligne, il s'illustre encore en coordonnant efficacement les postes de secours. Le 11 mai 1943, alors que la division attaque la crête de Djebillat près de Takrouna, Raoul Béon porte secours à un soldat qui vient d'être blessé à quelques mètres de son poste de secours. Alors qu'il prodigue les premiers soins, un obus explose à proximité, le tuant sur le coup. Rapatrié en France, son corps est inhumé à Bordeaux.

### Hommage
Raoul Béon a eu le droit comme plusieurs anciens combattants (Jean-Marie Soubervielle, Georges Bergé, Marcel Langer, Antoine Bissagnet) à un hommage organisé à l'Isle-Jourdain le 19 août 2017 pour célébrer le 73e anniversaire de la bataille dans laquelle ils sont morts. Cette bataille a duré deux jours, les 19 et 20 août 1944. Une stèle a été installée pour leur rendre convenablement hommage. Pour l'inauguration de cette stèle, environ deux cents personnes étaient présentes, cette stèle a été érigée à la demande de l'association des familles des compagnons de la Libération et de l'office national des anciens combattants et victimes de guerre et avec le soutien de la mairie[réf. nécessaire].

## Décorations
| barrette rouge de chevalier de la légion d'honneur  | ruban vert et noir de l'Ordre de la Libération | ruban rouge et vert de la Croix de Guerre |
| ruban rouge et noir de la médaille de la Résistance |                                                |                                           |

| Chevalier de la Légion d'honneur[Quand ?]        | Chevalier de la Légion d'honneur[Quand ?] | Chevalier de la Légion d'honneur[Quand ?] | Compagnon de la Libération | Compagnon de la Libération | Compagnon de la Libération | Croix de guerre 1939-1945 | Croix de guerre 1939-1945 | Croix de guerre 1939-1945 |
| Médaille de la Résistance française Avec rosette |                                           |                                           |                            |                            |                            |                           |                           |                           |